# پلامن کراچونوف
پلامن کراچونوف (به انگلیسی: Plamen Krachunov)
 یک فوتبالیست حرفه‌ای بلغاری است که در حال حاضر به عنوان مدافع برای آردا کارجالی بازی می‌کند. در 22 فوریه 2016، کراچونوف پس از یک دوره آزمایشی موفق با باشگاه، قراردادی را با تیم برتر لیگ اسکاتلند سنت جانستون امضا کرد. 
در اکتبر 2011، کراچونوف اولین دعوت خود را به تیم ملی بلغارستان برای یک بازی دوستانه مقابل اوکراین و یک بازی مقدماتی یورو 2012 مقابل ولز به دست آورد.